# Stretto di Falkland
Lo  Stretto di Falkland (inglese: Falkland Sound, spagnolo: Estrecho de San Carlos), anche Stretto delle Falkland, è uno stretto nelle Isole Falkland. Separa l'isola Falkland Occidentale dall'isola Falkland Orientale, in direzione sudovest-nordest.

## Origine del nome
Lo stretto è stato battezzato da John Strong nel 1690 in onore del Visconte di Falkland, e solo in seguito il nome è stato applicato all'arcipelago ed alle sue due isole maggiori. Il nome spagnolo "Estrecho de San Carlos" si riferisce alla nave San Carlos che visitò lo stretto nel 1768; il nome inglese "San Carlos Water" si riferisce invece ad una piccola insenatura nell'isola Falkland Orientale, e dà nome a San Carlos, Port San Carlos e al fiume San Carlos.
John Strong, capitano della nave Welfare, compì il primo sbarco registrato su ambedue le isole principali il 29 gennaio 1690, a Bold Cove (vicino a Port Howard) appena fuori dallo stretto.

## Geografia
Le isole comprese nello Stretto di Falkland sono: Narrows Island, Great Island, le isole Tyssen e le Swan Islands. Le Arch Islands e Eddystone Rock si trovano rispettivamente alle estremità meridionale e settentrionale dello stretto.
Gli insediamenti che si affacciano su di esso sono Ajax Bay, Port San Carlos e San Carlos sull'isola Falkland Orientale e Port Howard e Fox Bay sull'isola Falkland Occidentale.
Tra le insenature e baie sullo stretto vi sono: Fox Bay, Port Howard (Falkland Occidentale); Grantham Sound, San Carlos Acqua, Ruggles Bay (Falkland Orientale)